# Flammschutzmittel
Flammschutzmittel (oder Brandhemmer) sind Stoffe, die eine Entflammung verhindern oder wenigstens die Ausbreitung von Bränden einschränken und verlangsamen können. Meist werden sie Kunststoffen oder anderen brennbaren Materialien als Additive zugefügt. Angewendet werden Flammschutzmittel überall dort, wo sich potentielle Zündquellen befinden, wie z. B. in elektronischen Geräten (Elektrischer Kurzschluss), Polstermöbeln oder Teppichen.
Flammschutzmittel werden hauptsächlich in brennbaren Werkstoffen und Fertigteilen verwendet, um brandschutztechnische Anforderungen im Bau- und Verkehrswesen sowie im Elektro-/Elektronik-Sektor (E&E) zu erfüllen. Grundlage dafür sind Vorschriften zum vorbeugenden Brandschutz, die das Risiko eines Brandes minimieren und dadurch Leben, Gesundheit und Besitz des Menschen sowie die Umwelt schützen sollen. Allerdings können Brandhemmer auch selbst riskant und deshalb von Verboten betroffen sein: Manche Flammschutzmittel gelten als gesundheitlich und/oder ökologisch bedenklich, weil sie Gifte freisetzen, sich in Lebewesen anreichern oder das Recycling von Kunststoffen erschweren können. Im Hausstaub, im Blutserum und in der Muttermilch findet man von einigen Flammschutzmitteln seit Jahren steigende Konzentrationen. Teilweise reichern sie sich auf der Oberfläche von Mikroplastik an.
Für das Jahr 2012 wurde der weltweite Jahresverbrauch von Flammschutzmitteln auf knapp 2 Mio. Tonnen geschätzt, was einem Verkaufsvolumen von ca. 5 Mrd. US-$ entsprach. Im Jahr 2023 wurden weltweit rund 2,3 Mio. Tonnen Flammschutzmittel verkauft. Das mit Abstand meistgebrauchte Flammschutzmittel war dabei Aluminiumtrihydroxid (ATH, auch Aluminiumhydroxid), das halogenfrei ist und bislang als relativ umweltfreundlich gilt. Kommerziell besonders bedeutend sind auch Bromierte Verbindungen und Organophosphor. Zunehmend werden Flammschutzmittel speziell für bestimmte Materialien oder Anwendungen gefertigt. Beispielsweise werden für Biokunststoffe dazu passende biobasierte Flammschutzmittel entwickelt, unter anderem aus Nanocellulose, Lignin, Sojaproteinen oder Phytinsäure.

## Wirkungsweise
Die Wirkung wird in chemische und physikalische Prinzipien unterteilt.
Bei der chemischen Wirkung wird wie folgt unterschieden:
- Gasphase: Durch bei der Pyrolyse des Materials entstehende Gase wird die Radikalkettenreaktion unterbunden
- Festphase: Eine „Schutzschicht“ aus verkohltem Material wird aufgebaut (Intumeszenz). Diese verhindert den Zutritt von Sauerstoff und von Wärme.

Bei der physikalischen Wirkung unterscheidet man folgende Effekte:
- Kühlung: Durch den Energieverbrauch einer endothermen Zersetzung, beispielsweise durch Verdampfen von (chemisch oder physikalisch) gebundenem Wasser, wird das Material gekühlt
- Bildung einer Schutzschicht (Intumeszenzschicht); die Bildung der Schicht kann ebenso durch physikalische Prozesse geschehen
- Verdünnung der brennbaren Gase durch inerte Substanzen
- Verflüssigung: Das erhitzte Material schmilzt und fließt aus der Brandzone, so dass es sich nicht im Einwirkungsbereich der Flamme befindet.

Die meisten Flammschutzmittel wirken sowohl durch einen oder mehrere chemische als auch physikalische Prozesse, in jeweils unterschiedlich starken Anteilen.
Der Vorgang der Radikalkettenreaktion läuft schematisch folgendermaßen ab:
| 1. | Freisetzung der Halogenradikale (X·) aus dem Flammschutzmittel: | R–X        | → R· + X·    |
| 2. | Bildung von Halogenwasserstoffen (HX):                          | R–H + X·   | → R· + H–X   |
| 3. | Endothermes Binden des Sauerstoffes über Zwischenstufen:        | X· + ·O–O· | → X–O· + ·O· |
|    |                                                                 | X· + ·O·   | → X–O·       |
|    |                                                                 | ·O· + H–X  | → ·OH + X·   |
|    |                                                                 | X-O· + H–X | → 2 X· + ·OH |
| 4. | Abfangen energiereicher Radikale und Rekombination:             | H–X + ·OH  | → H2O + X·   |
|    |                                                                 | R· + ·OH   | → R–OH       |
|    |                                                                 | R· + R·    | → R–R        |

Die Reaktion von Halogenradikal und Halogenwasserstoff mit Sauerstoff und dessen Reaktionsprodukten dient hierbei als endothermer Schritt, um die stark exotherme Verbrennung zu bremsen und eine Ausbreitung der Flamme zu erschweren. Gleichzeitig wirkt der Halogenwasserstoff als verdünnendes Gas in der Umgebung der Flamme und verringert so den Sauerstoffanteil im Gas-Luft-Gemisch. Hierdurch wird zusätzlich ein flammhemmender Effekt erzielt.
Die Effizienz von halogenierten Flammschutzmitteln kann durch Kombination mit Antimonoxid (Sb2O3) auf ein Mehrfaches gesteigert werden. Hierbei spricht man von einem synergistischen Effekt.

## Typen
Prinzipiell unterscheidet man vier Typen von Flammschutzmitteln:
- Additive Flammschutzmittel: Die Brandhemmer werden in die brennbaren Stoffe als Zusatzstoffe eingearbeitet
- Reaktive Flammschutzmittel: Die Substanzen sind selbst Bestandteil des Materials (siehe auch Polymerisation)
- Inhärenter Flammschutz: Das Material selbst ist flammwidrig
- Coating: Der Brandhemmer wird von außen als Beschichtung aufgebracht

Diese setzen sich anteilig aus den folgenden Flammschutzmittelfamilien zusammen (Verbrauchsanteile weltweit, Stand 2023, nach einer Marktstudie von Ceresana):
- 37,9 % Anorganische Flammschutzmittel (ATH, Aluminiumhydroxid)
- 17,3 % Bromierte Flammschutzmittel
- 8,5 %  Chlorierte Flammschutzmittel
- 17,2 % Organophosphor-Flammschutzmittel (können auch Chlor oder Brom enthalten)
- 5,0 % Antimon-Verbindungen (ATO)
- 14,2 % andere Flammschutzmittel

### Klassifikation
Quelle:
|                       | halogeniert                                             | nicht halogeniert                                                                                                  |
| --------------------- | ------------------------------------------------------- | --- |
| hohe Leistung         |                                                         | isobutyliertes Triphenylphosphat (TBPP), DOPO, Phosphinate                                                         |
| mittlere Leistung     | Br-Polystyrol, Br-Epoxide, Hexabromcyclododecan (HBCDD) | Ammoniumpolyphosphat (APP), Roter Phosphor, Zinkborat, Triarylphosphate, Melaminpolyphosphat (MPP), Antimontrioxid |
| für Massenkunststoffe | TCPP, TDCP, TBBA, OctaBDE, DecaBDE, Chlorparaffine      | RDP, BDP, Aluminiumhydroxid, Magnesiumhydroxid, Trialkylphosphate                                                  |

Die DIN EN ISO 1043-4 klassifiziert Flammschutzmittel für Kunststoffe und weist ihnen zweistellige Codenummern zu:
- 1x: Halogenverbindungen
- 2x: Halogenverbindungen
- 3x: Stickstoffverbindungen
- 4x: Organische Phosphorverbindungen
- 5x: Anorganische Phosphorverbindungen
- 6x: Metalloxide, Metallhydroxide, Metallsalze
- 70–74: Bor- und Zinkverbindungen
- 75–79: Siliziumverbindungen
- 80: Graphit

Flammgeschützte Kunststoffe enthalten in ihrem Kurzzeichen den Zusatz FR(‹Codenummer1›+‹›‹Codenummer2›+..). Beispielsweise steht PA6 GF30 FR(52) für ein mit 30 % Glasfasern gefülltes Polyamid 6, welches mit rotem Phosphor flammgeschützt ist.

### Halogenierte Flammschutzmittel
Die wichtigsten Vertreter sind polybromierte Diphenylether (PentaBDE, OctaBDE, DecaBDE), DBDPE, BTBPE, TBBPA und HBCDD. Bis in die 1970er-Jahre wurden außerdem Polybromierte Biphenyle (PBB) als Flammschutzmittel verwendet. Zu den chlorierten Flammschutzmitteln zählen z. B. Chlorparaffine und Mirex. Mit Ausnahme von TBBPA werden diese Substanzen nur als additive Flammschutzmittel eingesetzt. Haupteinsatzbereiche sind Kunststoffe in elektrischen und elektronischen Geräten (z. B. Fernseher, Computer), Textilien (Polstermöbel, Matratzen, Vorhänge, Sonnenstoren, Teppiche), Automobilindustrie (Kunststoffbestandteile und Polsterüberzüge) und Bau (Isolationsmaterialien und Montageschäume).
Vor allem bei Bränden stellen halogenierte Flammschutzmittel eine große Gefahr dar. Unter der Hitzeeinwirkung wirken sie zwar brandhemmend, indem die bei der Pyrolyse gebildeten Halogen-Radikale die Reaktion mit Sauerstoff hemmen. Allerdings entstehen auch hohe Konzentration an polybromierten (PBDD und PBDF) oder polychlorierten Dibenzodioxinen und Dibenzofuranen (PCDD und PCDF). Diese sind auch unter dem Überbegriff „Dioxine“ für ihre hohe Toxizität bekannt („Seveso-Gift“). Überdies kann während der Produktion, der Gebrauchsphase und der Entsorgung eine Emission von Flammschutzmitteln stattfinden.
TBBPA stellt einen Spezialfall der bromierten Flammschutzmittel dar. Es wird hauptsächlich als reaktives Flammschutzmittel eingesetzt, d. h., es wird chemisch in die Polymermatrix (z. B. Epoxidharze von Leiterplatten) eingebunden und stellt einen festen Bestandteil des Kunststoffes dar. Weitere reaktive bromierte Flammschutzmittel sind z. B. Brom- und Dibromstyrol, sowie 2,4,6-Tribromphenol. Ins Polymer eingebunden, sind die Emissionen dieses Flammschutzmittels sehr gering, und stellen meistens keine Gefahr dar. Die Dioxinbildung ist dennoch nicht grundsätzlich geringer. Im geringeren Maß wird TBBPA jedoch auch als additives Flammschutzmittel eingesetzt. Über die Abbauprodukte des durch Licht leicht zersetzlichen TBBPA liegen erst sehr wenige Daten vor.
Nach Prüfung der Stoffe im Rahmen von REACH wurden die oben genannten bromierten Flammschutzmittel wie folgt eingestuft:
Aufnahmen in Anhang XIV (und damit einem Vertriebsverbot):
- Hexabromcyclododecan, Grund: PBT[11]
- PentaBDE und OctaDBE, Grund Gefährdung der Umwelt und zum vorbeugenden Schutz gestillter Säuglinge[12]

Als nicht gefährlich eingestuft wurden:
- TBBPA[13]

Die Gefahrenpotentiale von Flammschutzmitteln wie polybromierten Diphenylethern (PBDE) und polybromierten Biphenylen (PBB) in Bezug auf deren Bildung von PBDD/F haben zu einem Verbot durch die EU geführt (WEEE, RoHS, ElektroG). Eine Ausnahme bildete DecaBDE, das von diesem Verbot vorerst ausgenommen war. Mit dem Urteil des Europäischen Gerichtshofes ist dieses ab dem 1. Juli 2008 in Elektro- und Elektronikgeräten nun doch verboten.
Im Jahr 2000 wurden weltweit 38 % der rund 5 Millionen Tonnen Brom für die Herstellung von bromierten Flammschutzmitteln verwendet.
Gehalt an Flammschutzmitteln in verschiedenen Kunststoffen:
Hinweis: Diese Liste stammt aus 2001 und enthält noch das mittlerweile verbotene DecaBDE.
| Polymer                 | Gehalt [%] | Flammschutzmittel                                    |
| ----------------------- | ---------- | ---------------------------------------------------- |
| Polystyrolschaum        | 0,8–4      | Bromiertes Styrol-Butadien-Copolymer (früher: HBCDD) |
| HIPS                    | 11–15      | DecaBDE, bromiertes Polystyrol                       |
| Epoxidharz              | 19–33      | TBBPA                                                |
| Polyamide               | 13–16      | DecaBDE, bromiertes Polystyrol                       |
| Polyolefine             | 5–8        | DecaBDE, Propylendibromstyrol                        |
| Polyurethan             | 10–18      | PentaBDE, TBBPA-Ester                                |
| Polyethylenterephthalat | 8–11       | Bromiertes Polystyrol, TBBPA-Derivat                 |
| Ungesättigte Polyester  | 13–28      | TBBPA                                                |
| Polycarbonate           | 4–6        | Bromiertes Polystyrol, TBBPA-Derivat                 |
| Styrol-Copolymere       | 12–15      | OctaBDE, bromiertes Polystyrol                       |

Ausschließlich aus halogenierten Monomeren bestehende Kunststoffe wie z. B. Polyvinylchlorid (PVC) und Polytetrafluorethen (PTFE), aber auch Polydibromstyrol und ähnliche Kunststoffe, sind durch ihre besonderen chemischen Eigenschaften nicht brennbar und werden als inhärent Flammgeschützt bezeichnet. Sie benötigen, je nach Flammschutzkategorie, kein oder nur wenig zusätzliches Flammschutzmittel.

### Stickstoffbasierte Flammschutzmittel
Stickstoffbasierte Flammschutzmittel sind beispielsweise Melamin und Harnstoff.

### Organophosphor-Flammschutzmittel
Bei dieser Verbindungsklasse werden typischerweise aromatische und aliphatische Ester der Phosphorsäure eingesetzt, wie beispielsweise:
- TCEP [Tris(chlorethyl)phosphat]
- TCPP [Tris(chlorpropyl)phosphat]
- TDCPP [Tris(dichlorisopropyl)phosphat]
- TPP (Triphenylphosphat)
- TEHP [Tris(2-ethylhexyl)phosphat]
- TKP (Trikresylphosphat)
- ITP („Isopropyliertes Triphenylphosphat“) Mono-, Bis- und Tris(isopropylphenyl)phosphate unterschiedlichen Isopropylierungsggrades
- RDP [Resorcinol-bis(diphenylphosphat)]
- BDP [Bisphenol-A-bis(diphenylphosphat)]
- Vinylphosphonsäure

Diese Flammschutzmittel kommen beispielsweise bei weichen und harten PUR-Schäumen in Polstermöbeln, Fahrzeugsitzen oder Baumaterialien zum Einsatz. In letzter Zeit werden BDP und RDP jedoch zunehmend als Ersatzstoffe für OctaBDE in Elektrogeräte-Kunststoffen eingesetzt.

### Anorganische Flammschutzmittel
Anorganische Flammschutzmittel sind beispielsweise:
- Aluminiumhydroxid [Al(OH)3], das weltweit am meisten eingesetzte Flammschutzmittel (auch ATH für „Aluminiumtrihydrat“ genannt). Es wirkt, durch Abspaltung von Wasser, kühlend und gasverdünnend, muss aber in großen Anteilen (bis zu 60 %) zugemischt werden.
- Aluminiumsulfat, wird als Ersatz für umstrittene borhaltige Mittel eingesetzt, ist aber möglicherweise gesundheitsschädlich
- Borax und Borsäure, traditionell als Konservierungsmittel auch in Nahrungsmitteln (z. B. Kaviar) eingesetzt
- Magnesiumhydroxid [Mg(OH)2, MDH, „Magnesiumdihydrat“] ist ein mineralisches Flammschutzmittel mit höherer Temperaturbeständigkeit als ATH, aber mit gleicher Wirkungsweise.
- Blähgraphit/expandierbarer Graphit, ein mineralisches Flammschutzmittel, das über Bildung einer Intumeszenzschicht wirkt.
- Ammoniumsulfat [(NH4)2SO4], Ammoniumphosphat und -polyphosphat [(NH4)3PO4] verdünnen das Gas in der Flamme durch Abspaltung von Ammoniak (NH3), welches zu Wasser und unterschiedlichen Stickoxiden verbrennt und der Flamme dadurch den Sauerstoff entzieht. Gleichzeitig bewirken sie die Bildung einer Schutzschicht durch die entstehende Schwefel- (H2SO4) bzw. Phosphorsäure (H3PO4), die als eine ihrer Funktionen die Radikalkettenreaktion unterbrechen können. Die Säuren sind außerdem nicht brennbar, stark hygroskopisch und besitzen hohe Siedepunkte. Daher kondensieren sie im kühleren Bereich der Flamme und schlagen sich auf dem Material nieder. Phosphorsäure bildet durch Wasserabspaltung zusätzlich Meta- und Polyphosphorsäure, welche noch höhere Siedepunkte besitzen.
- Roter Phosphor bildet eine Schicht aus Phosphor- und Polyphosphorsäuren auf der Oberfläche und lässt diese aufquellen (Intumeszenz). Diese Schicht wirkt isolierend und schützt das Material vor Sauerstoffzutritt. Die hier gebildeten Phosphate haben die gleichen Eigenschaften wie die aus dem Ammoniumphosphat stammenden.
- Antimontrioxid (Sb2O3) wirkt nur als Synergist in Kombination mit halogenierten Flammschutzmitteln. Nachteilig ist seine katalytische Wirkung bei der Dioxin-Entstehung im Brandfall.
- Antimonpentoxid (Sb2O5) wirkt, ähnlich wie Sb2O3, als Synergist.
- Zinkborate (siehe Borate) wirken unter anderem durch Wasserabgabe des Borates kühlend und gasverdünnend. Zinkverbindungen können aber auch synergetisch wirken und teilweise das gefährlichere Antimontrioxid ersetzen.
- Gelöschter Kalk [Ca(OH)2] wurde während des Zweiten Weltkriegs als Flammschutzmittel für das Holz der Dachstühle verwendet. Es bindet zunächst unter Wasserabspaltung Kohlendioxid aus der Luft und geht in Calciumcarbonat (CaCO3) über. Als Schutzanstrich erschwert es den Zutritt von Sauerstoff.